# تکلا مارینسکو
تکلا مارینسکو (انگلیسی: Tecla Marinescu؛ زادهٔ ۴ ژانویهٔ ۱۹۶۰) قایقران کانو اهل رومانی بود.